# Aphanes cornucopioides
Aphanes cornucopioides är en rosväxtart som beskrevs av Mariano Lagasca y Segura. Aphanes cornucopioides ingår i släktet jungfrukammar, och familjen rosväxter. Inga underarter finns listade i Catalogue of Life.